# 范明友
范明友（？—前66年），隴西郡（大致在今天甘肅省南部和東南部。）人。西漢大將，為當時執政的大將軍霍光女婿。

## 生平
據《史記·建元以來侯者年表》，范明友出生於隴西郡一個“世習外國事”的家庭，說明他家數代都是參與處理少數民族事務的官吏。
漢武帝晚期開始得到重用，漢昭帝、漢宣帝時期北方重要將軍之一。開始以羌騎校尉的身份隨鴻臚田廣明、軍正王平擊益州羌人，斬首捕虜三萬餘人，獲畜產五萬餘頭。後來升為中郎將。後來匈奴因怨恨烏桓掘其先祖墳塚，漢封范明友為度遼將軍，率騎兵2萬出遼東迎擊匈奴軍。
多次討伐匈奴、烏桓，並取得一定成果，被封為平陵侯。
後來匈奴呼韓邪單于攻打烏孫，烏孫向西漢求授，漢宣帝派遣范明友等人合烏孫軍隊共二十餘萬人擊敗了匈奴，解除了匈奴對西域烏孫的威脅。
宣帝繼位，封范明友為關內侯。但是宣帝重用親信，排除異己，削奪霍氏家族的權力，所以在霍光病逝後，范明友被削去兵權，調職為光祿勳。及後霍光兒子霍禹等密謀宮廷政變計畫，范明友參與其中，最終自殺。
本始年間，西漢軍事人物馮奉世曾隨范明友等將軍攻打匈奴。